# چاکسرا
چاکسرا، روستایی از توابع بخش شیرگاه شهرستان سوادکوه در استان مازندران ایران است.

## جمعیت
این روستا در دهستان لفور قرار دارد و براساس سرشماری مرکز آمار ایران در سال ۱۳۸۵، جمعیت آن ۳۴ نفر (۱۷خانوار) بوده‌است.